# Rejon krasnogorodski
Rejon krasnogorodski (ros. Красногородский район) – jednostka administracyjna wchodząca w skład obwodu pskowskiego w Rosji.
Centrum administracyjnym rejonu jest osiedle typu miejskiego Krasnogorodsk, a główną rzeką Siniaja. W granicach rejonu usytuowane jest centrum administracyjne wiejskiego osiedla Pokrowskoje.